# Asentamientos vikingos en Groenlandia y Terranova

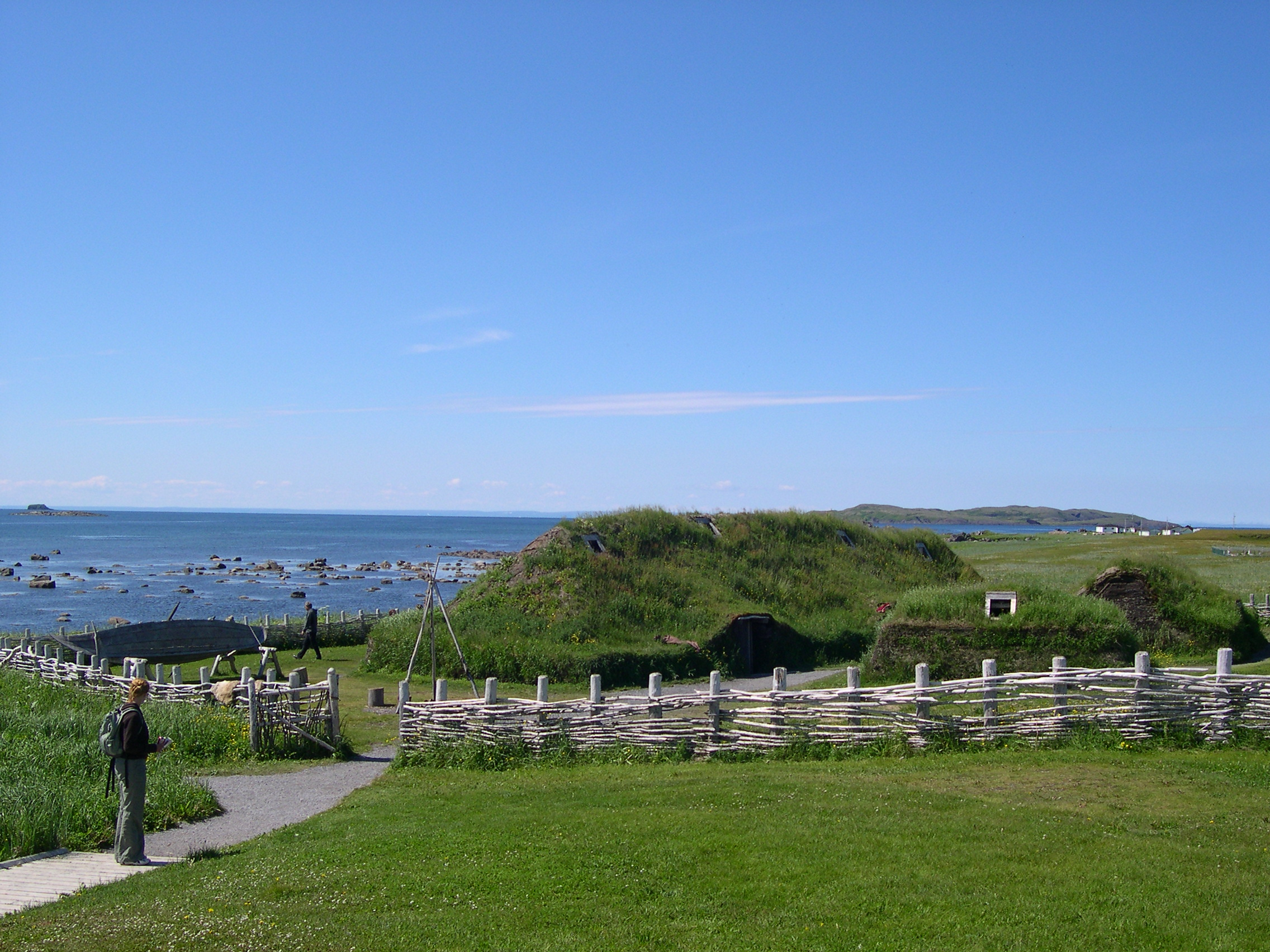
Recreación de un poblado vikingo en L'Anse aux Meadows (Terranova, Canadá), descubierto en 1960 y declarado Patrimonio de la Humanidad por la Unesco.

Los escandinavos establecieron varios asentamientos en diferentes áreas del Atlántico Norte. En América del Norte se instalaron en las islas de Groenlandia (Dinamarca) y fugazmente la isla de Terranova (Canadá), en el siglo X. El asentamiento vikingo en Groenlandia y la isla de Terranova no tuvo trascendencia para las civilizaciones de América y Europa. Aunque las colonias vikingas en Groenlandia, establecidas por Erik el Rojo, perduraron casi 500 años, el asentamiento al otro lado del estrecho de Davis fue de escasa entidad y efímero, limitado a la mencionada remota isla canadiense.
Actualmente se sabe con certeza que los vikingos llegaron a la isla de Terranova, y que según las sagas islandesas, el vikingo que llegó a dichas costas fue Leif Erikson. Los hallazgos arqueológicos en L'Anse aux Meadows, indican la existencia de restos vikingos en un pequeño asentamiento declarado Patrimonio de la Humanidad por la Unesco, testimonio de la presencia de  Pueblos nórdicos en el territorio americano. También ha sido encontrado en la isla de Baffin un crisol para fundir bronce que data de alguna fecha entre los años 754 y 1367; similar a modelos procedentes de Noruega. Se encontró más evidencia física de la presencia europea temprana en las Américas en Terranova, Canadá, sin embargo no fue posible determinar cuándo tuvo lugar esta actividad hasta que en un estudio de 2022 confirmó que los vikingos estaban presentes en Terranova en el año 1021 d. C.; superando así la imprecisión de las estimaciones de edad anteriores haciendo uso del aumento inducido por los rayos cósmicos en las concentraciones de radiocarbono atmosférico en el año 993 d. C.
Las sagas de Vinlandia, dos textos medievales del siglo XIII, son la primera fuente escrita europea en la que se podría hacer referencia a América del Norte. Allí se mencionan cuatro regiones a las que los vikingos llamaron: «Groenland» (Tierra verde), «Helluland» (Tierra de piedras planas), «Markland» (Tierra de bosques) y «Vinland» (Tierra de viñas).

## Las sagas nórdicas o islandesas
Los viajes, descubrimientos y asentamientos vikingos en América del Norte fueron descritos por primera vez en dos sagas: la Saga de los groenlandeses escrita en 1200, y la Saga de Erik el Rojo, escrita en 1260.
Se trata de relatos de autor anónimo en los que se mezclan ficción y realidad sobre hechos sucedidos dos siglos antes transmitidos oralmente, por lo que los estudiosos han tenido que recurrir a datos científicos complementarios para establecer la mayor o menor certeza de su contenido legendario.

## Groenlandia

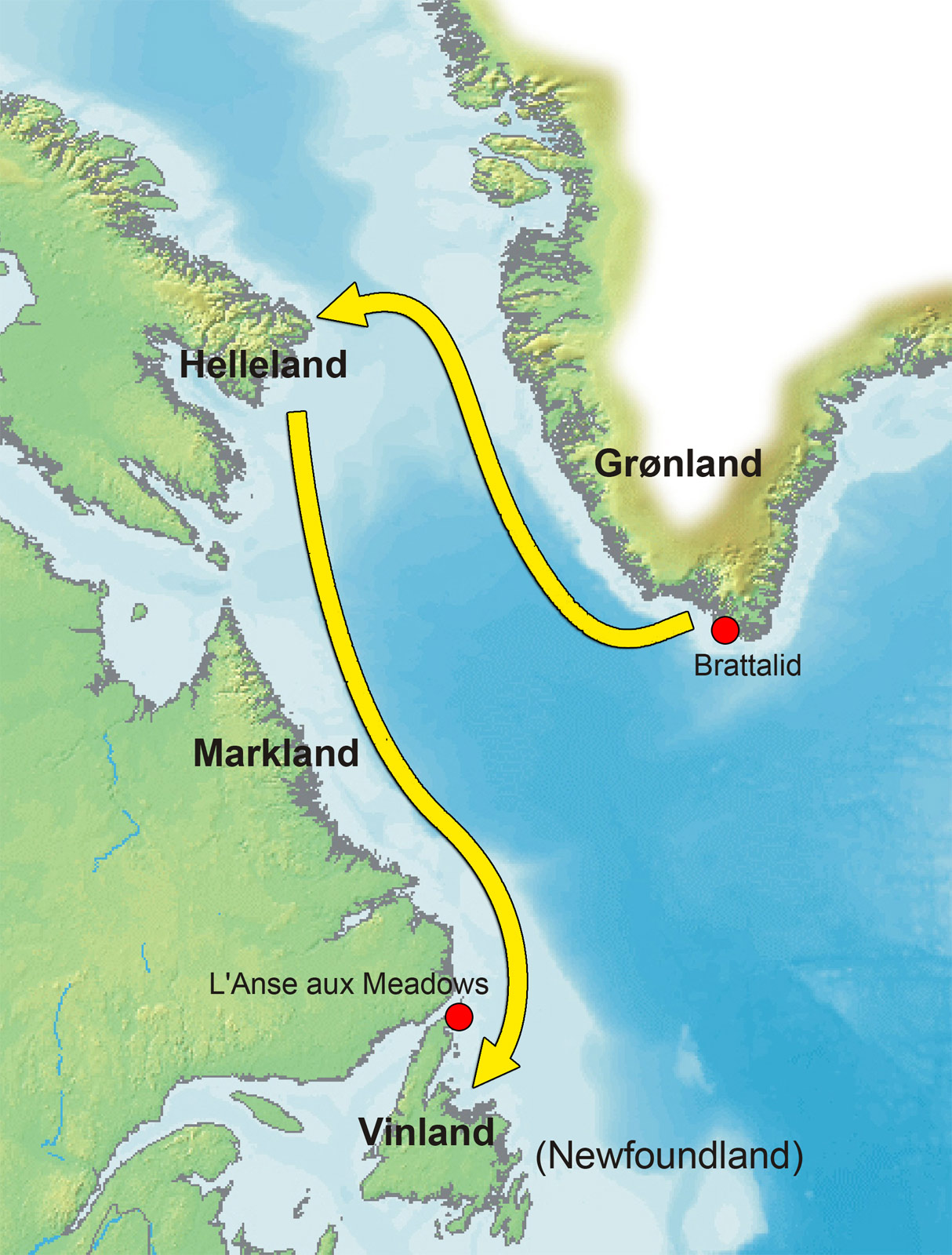
El recorrido realizado por los nórdicos desde Groenlandia, pasando por Helluland (isla Baffin) y Markland (costa de Labrador) hasta llegar a Vinland.

Según cuentan las sagas islandesas, los vikingos de Islandia llegaron por primera vez a América por Groenlandia en 982. En aquel momento, la colonia consistía en dos asentamientos, con una población total de entre 3000 y 5000 habitantes, y al menos 400 granjas que pueden datar de esa época han sido identificadas en el sitio por los arqueólogos.
En su cúspide, la colonia vikinga en Groenlandia tuvo una diócesis en Garðar y exportaba marfil, cuerdas y productos agropecuarios. En 1261, la población aceptó el gobierno del rey de Noruega, aunque continuó aplicando sus leyes locales. En 1380 este reino se unió al de Dinamarca (Unión de Kalmar).
La colonia empezó a declinar en el siglo XIV y los asentamientos empezaron a ser abandonados hacia 1350. En 1378 ya no existía la diócesis de Garðar, y el último registro escrito de la colonia es un matrimonio ocurrido en 1408. Lo más probable es que en el siglo XV ya no existieran asentamientos vikingos en América, si bien no existe una fecha plenamente establecida. Los estudios con radiocarbono ubican los últimos rastros de asentamientos hacia 1430, con una variación de 15 años. Se han propuesto varias teorías que podrían explicar las razones de la decadencia y desaparición de estos asentamientos. La Pequeña Edad de Hielo que ocurrió durante esta época pudo haber endurecido las condiciones de vida de las poblaciones locales y dificultar el transporte entre América y Europa. Adicionalmente, el marfil de morsa de Groenlandia pudo ser sustituido en el mercado europeo por el más económico marfil de elefante procedente de África.
A pesar de la pérdida de contacto con los asentamientos de Groenlandia, el Gobierno danés continuó considerando Groenlandia como una posesión, y la existencia de la isla nunca fue olvidada por los geógrafos noreuropeos. Los balleneros europeos realizaron paradas ocasionales en la isla durante el siglo XVII y en 1721, se realizó una expedición mercantil y misionera liderada por Hans Egede hacia Groenlandia, bajo los argumentos que, de haber todavía habitantes vikingos en Groenlandia, estos continuarían siendo católicos y debían ser reformados, tal y como lo habían sido los cristianos del norte de Europa. Esta expedición no encontró poblaciones de origen europeo que hubieran sobrevivido, pero inició la colonización danesa en América, con una colonia estable en la isla que afirmó las pretensiones de soberanía de Dinamarca sobre Groenlandia.

## Vinland

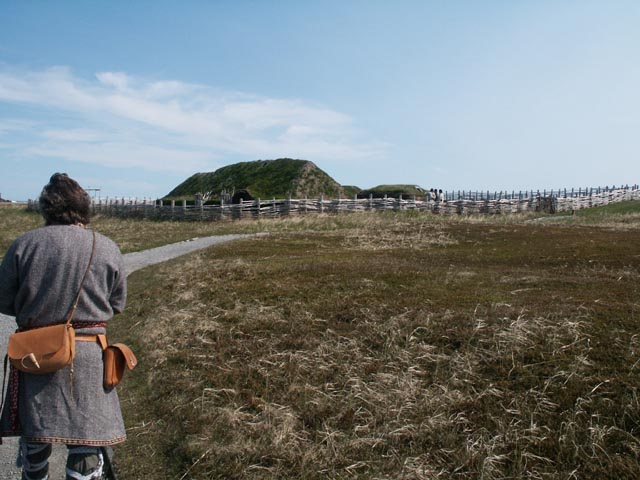
Asentamiento vikingo en L'Anse aux Meadows, Terranova.

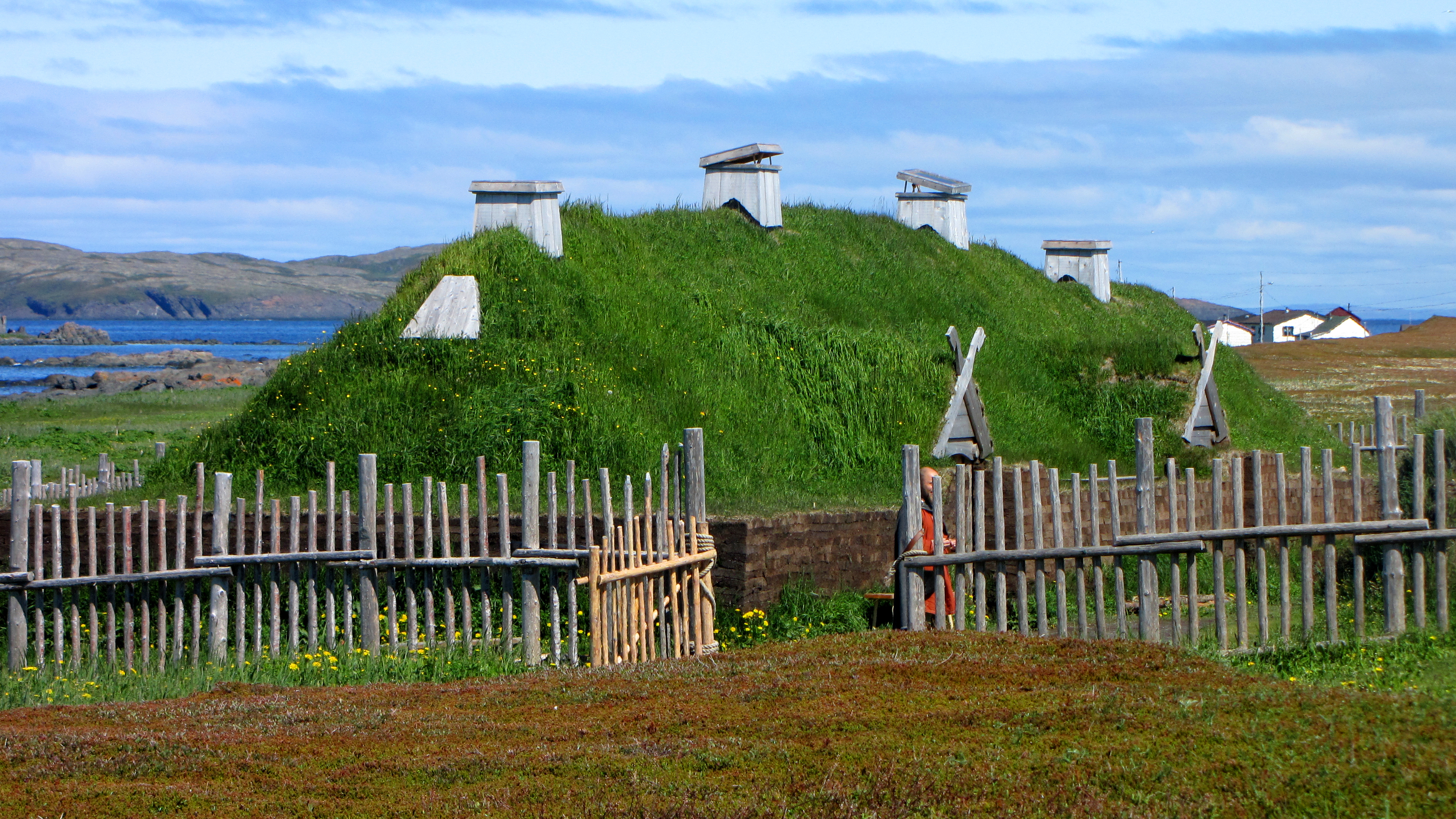
Recreación de una casa comunal nórdica, L'Anse aux Meadows, Isla de Terranova, Canadá.

Según cuentan las sagas islandesas (la Saga de Erik el Rojo, la Saga de los groenlandeses, y capítulos del Hauksbók y del Libro de Flatey), los vikingos iniciaron la exploración al oeste de Groenlandia a los pocos años de establecerse los asentamientos en la isla. Bjarni Herjólfsson, un mercader que navegaba entre Islandia y Groenlandia, perdió el rumbo, llegando a un territorio mucho más al oeste. Herjólfsson describió el territorio a Leif Erikson, quien exploró el área con mayor detalle y fundó un pequeño asentamiento llamado Leifsbúðir.
Según estas crónicas tres áreas separadas fueron descubiertas durante esta exploración: Helluland, que significa «tierra de la piedras planas»; Markland, territorio cubierto por bosques (algo que interesaba a los colonos de Groenlandia, región escasa de árboles); y Vinland, que estaba algo más al sur de Markland. Fue en Vinland donde se estableció el asentamiento descrito en las sagas.
Los asentamientos de Leif no prosperaron y los pobladores se peleaban debido a la escasa población femenina que participó en la expedición; también se cuenta que tuvieron conflictos con la población local aborigen (que los vikingos llamaban skræling), que posiblemente fueran algonquinos. El asentamiento fue abandonado tras pocos años. Los vikingos de Groenlandia recordaron la existencia de tierra al oeste, y continuaron abasteciéndose de madera desde Markland. El último viaje debió ocurrir hacia el siglo XIV.
Durante muchos años, se dudó de la autenticidad de las sagas, hasta que en 1837, el arqueólogo danés Carl Christian Rafn describió los indicios de asentamientos vikingos en América del Norte. En la década de 1960 se comprobó la base histórica de las sagas al excavarse un asentamiento vikingo en L'Anse aux Meadows, en Terranova. Sin embargo, la ubicación exacta de las tierras descritas en las sagas todavía no está clara. Muchos historiadores identifican a Helluland con la isla de Baffin y a Markland con las costas de Labrador. La ubicación de Vinland es mucho menos clara. Algunos piensan que los asentamientos de L'Anse aux Meadows son el asentamiento de Vinland descrito en las sagas; otros, basados en descripciones en las sagas, consideran que Vinland debía ser un territorio mucho más cálido que Terranova, y la ubican más al sur.
Más recientemente, en el año 2012, la arqueóloga canadiense Patricia Sutherland encontró investigando las ruinas de un antiguo edificio en la isla de Baffin, unas piedras de afilado de herramientas de metal, cuyas ranuras de desgaste indicaban tener aleaciones de materiales como el cobre y el bronce, desconocidos por los nativos del Ártico.  Datados entre el año 989 y el 1020, el campamento contaba con tres salas, así como herramientas para tejer, hacer herrería e incluso la reparación de barcos, lo que podría demostrar que los vikingos se internaron más hacia el interior de Canadá.
Descubrimientos arqueológicos en 2015 en Point Rosee, en la costa suroeste de Terranova, revelan evidencia de un emplazamiento de fundición de hierro, por lo tanto un segundo y posible asentamiento vikingo del siglo X en Vinland. El posible asentamiento fue inicialmente descubierto a través de imágenes vía satélite y lecturas magnetométricas. Los arqueólogos han comenzado a excavar el área.

## Runas escandinavas en América

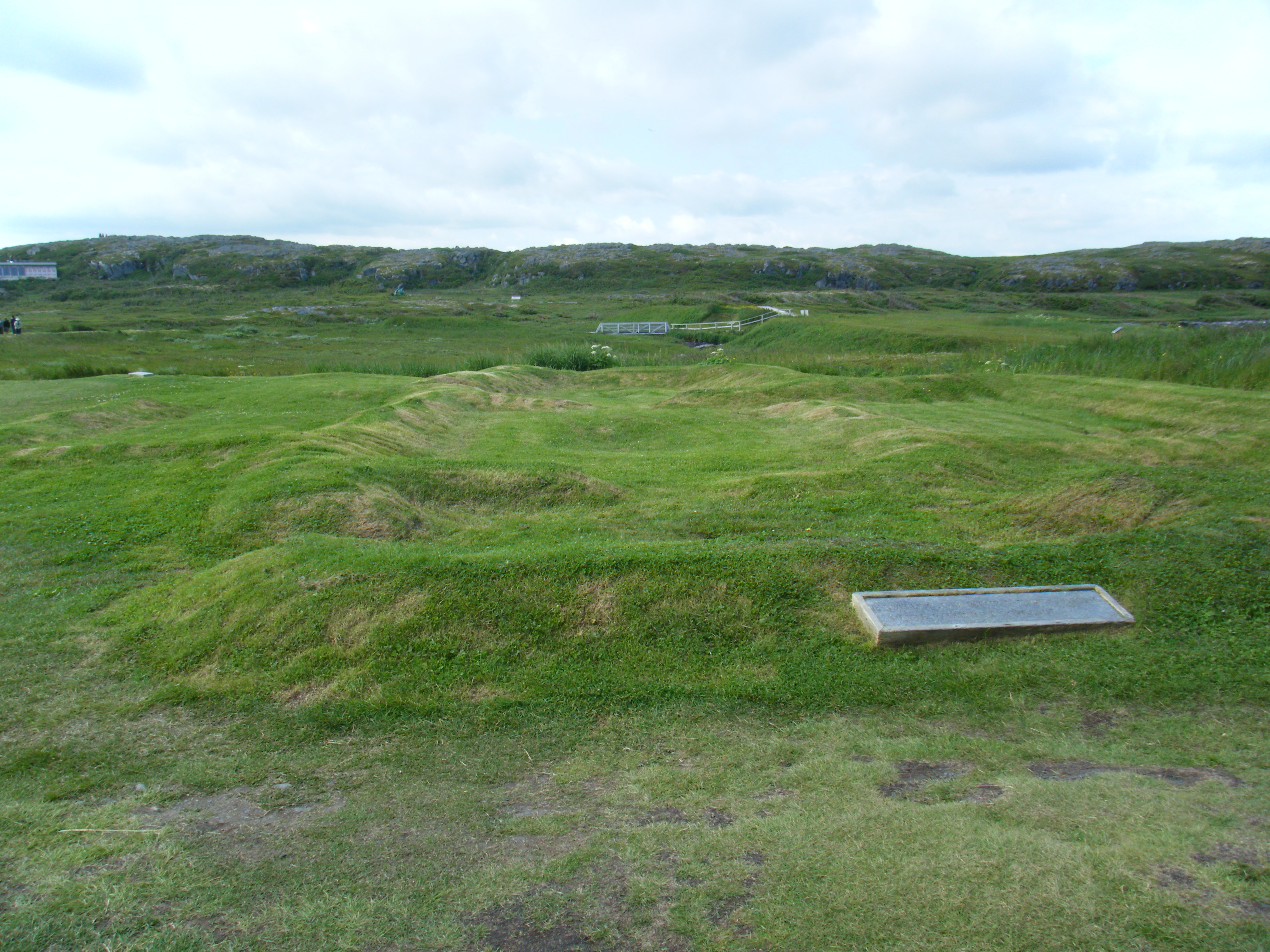
Los restos de edificios nórdicos en exhibición. Los restos de siete edificios nórdicos fueron descubiertos durante la excavación del sitio.

Algunos investigadores suponen que ciertos petroglifos de América del Sur se relacionan con símbolos de escritura al estilo de las runas, mencionan a los hallados, por ejemplo, en Nazca, Perú, Brasil, Paraguay, y las provincias argentinas de Tucumán y Córdoba, de lo cual deducen un contacto entre los escadinavos y las poblaciones locales. Tales suposiciones no son aceptadas por la investigación arqueológica moderna.
También se ha considerado que otras runas encontradas en América del Norte (por ejemplo las runas de Kensington o las runas de Oklahoma) fuesen hechas supuestamente por poblaciones descendientes de los escandinavos. Los runólogos no aceptan estos hallazgos como pruebas de la colonización de Escandinavia en América, dado que contienen muchas inconsistencias con relación a la escritura rúnica. Esto los lleva a considerarlas falsificaciones.
Existe un supuesto mapa vikingo de América del Norte, conocido como Mapa de Vinlandia. Su edad es tema de debate; la mayor parte de los investigadores reputados creen que se trata de una falsificación realizada con materiales del siglo XX.

## Genes amerindios en Islandia
Se ha encontrado en Islandia cuatro familias de origen asiático, portadores del denominado Haplogrupo C (ADNmt) (C1e), que es mitocondrial, en concreto del este de Asia; pero de las cuatro familias que lo portan se ha rastreado su linaje y llegaron a Islandia en el siglo XVII. Estos genes no corresponden a ninguna mujer amerindia que fue llevada desde América por los vikingos cerca del año 1000 como erróneamente publicaron gran parte de los medios internacionales.